# Liorac-sur-Louyre
Liorac-sur-Louyre är en kommun i departementet Dordogne i regionen Nouvelle-Aquitaine i sydvästra Frankrike. Kommunen ligger i kantonen Lalinde som tillhör arrondissementet Bergerac. År 2022 hade Liorac-sur-Louyre 260 invånare.

## Befolkningsutveckling
Antalet invånare i kommunen Liorac-sur-Louyre
Referens:INSEE